# Гавреніха
Гаврені́ха (рос. Гаврениха, марій. Гаврениха) — присілок у складі Гірськомарійського району Марій Ел, Росія. Входить до складу Червоноволзького сільського поселення.

## Населення
Населення — 13 осіб (2010; 14 у 2002).
Національний склад (станом на 2002 рік):
- росіяни — 93 %